# Splanchnonema
Splanchnonema is een geslacht van schimmels behorend tot de familie Pleomassariaceae. Het lectotype is Splanchnonema pustulatum.

## Soorten
Volgens Index Fungorum telt het geslacht 40 soorten (peildatum april 2022):
| Soortnaam                               | Auteur(s)                                      | Publicatiejaar |
| --------------------------------------- | ---------------------------------------------- | -------------- |
| Splanchnonema alpinum                   | (Sacc. & Speg.) Kuntze                         | 1898           |
| Splanchnonema annonae                   | (Tilak, S.B. Kale & S.V.S. Kale) A. Pande      | 2008           |
| Splanchnonema arbuti                    | M.E. Barr                                      | 1993           |
| Splanchnonema argus (Berkenkruikje)     | (Berk. & Broome) Kuntze                        | 1898           |
| Splanchnonema atroinquinans             | (Berk. & M.A. Curtis) Kuntze                   | 1898           |
| Splanchnonema bauhiniae                 | (R. Rao) A. Pande                              | 2008           |
| Splanchnonema britzelmayrianum          | (Rehm) Boise                                   | 1985           |
| Splanchnonema clandestinum              | M.E. Barr                                      | 1982           |
| Splanchnonema dasylirii                 | A.W. Ramaley                                   | 1995           |
| Splanchnonema ellipsospermum            | (Bull.) Kuntze                                 | 1898           |
| Splanchnonema fagi                      | (Fuckel) Kuntze                                | 1898           |
| Splanchnonema ficophilum                | Schulzer                                       | 1870           |
| Splanchnonema foedans (Iepenkruikje)    | (Fr.) Kuntze                                   | 1898           |
| Splanchnonema hesperium                 | (M.E. Barr) M.E. Barr                          | 1993           |
| Splanchnonema hicoria                   | M.E. Barr                                      | 1982           |
| Splanchnonema horizontale               | M.E. Barr                                      | 1993           |
| Splanchnonema juglandis                 | G.C. Zhao & R.L. Zhao                          | 2012           |
| Splanchnonema lichenisatum              | Aptroot & K.H. Moon                            | 2014           |
| Splanchnonema loricatum (Beukenkruikje) | (Tul. & C. Tul.) M.E. Barr                     | 1982           |
| Splanchnonema maximum                   | (Ellis & Everh.) M.E. Barr                     | 1993           |
| Splanchnonema melanterum                | (Ellis & Everh.) M.E. Barr                     | 1982           |
| Splanchnonema monospermum               | (Peck) M.E. Barr                               | 1993           |
| Splanchnonema mori                      | (I. Miyake) Kaz. Tanaka, Y. Harada & M.E. Barr | 2005           |
| Splanchnonema niessleanum               | (Rehm) Kuntze                                  | 1898           |
| Splanchnonema niesslianum               | (Rehm) Kuntze                                  | 1898           |
| Splanchnonema nolinae                   | A.W. Ramaley & M.E. Barr                       | 1995           |
| Splanchnonema phyllanthicola            | G.C. Zhao                                      | 2012           |
| Splanchnonema platani (Plataankruikje)  | M.E. Barr                                      | 1982           |
| Splanchnonema pupula (Esdoornkruikje)   | (Fr.) Kuntze                                   | 1898           |
| Splanchnonema pustulatum                | Corda                                          | 1829           |
| Splanchnonema pyxidatum                 | (Riess) Kuntze                                 | 1898           |
| Splanchnonema scoriadeum                | (Fr.) M.E. Barr                                | 1982           |
| Splanchnonema semitectum                | (Berk. & M.A. Curtis) Kuntze                   | 1898           |
| Splanchnonema sporadicum                | (Ellis & Everh.) M.E. Barr                     | 1982           |
| Splanchnonema striatulum                | M.E. Barr                                      | 1993           |
| Splanchnonema superans                  | (Müll. Arg.) O.E. Erikss.                      | 1981           |
| Splanchnonema ulmi                      | (Fuckel) Kuntze                                | 1898           |
| Splanchnonema ulmicola                  | (Fuckel) M.E. Barr                             | 1993           |
| Splanchnonema vaccinii                  | M.E. Barr                                      | 1993           |
| Splanchnonema verruculospora            | W.H. Hsieh, Chi Y. Chen & Sivan.               | 1997           |